# Zhang Xiaofei
Zhang Xiaofei (xinès simplificat: 张小斐, pinyin: Zhāng Xiǎofěi; Anshan, Liaoning, 10 de gener del 1986) és una actriu xinesa.
El 1997, comença a estudiar dansa a Universitat de Minzu i el 2001, s'uneix a una companyia de representació de la Policia Armada del Poble, la branca especialitzada en seguretat de l'Exèrcit Popular d'Alliberament. Quatre anys després, va ser acceptada a l’institut de representació de la Beijing Film Academy. Va estudiar a la mateixa promoció que Yang Mi, Yuan Shanshan, Jiao Junyan i Jing Chao. El 2009 es va graduar com la millor estudiant del seu departament i es va unir a China Broadcasting Performing Arts Group, on va estudiar amb Feng Gong i va conéixer una altra protegida de Feng Gong, Jia Ling. Amb l'ajuda de Jia Ling, Zhang Xiaofei es va convertir en humorista. El 2016, Jia va establir Big Bowl Entertainment i Zhang va ser contractada. Habitual de la Gala del Festival de Primavera de la CCTV, va saltar a la fama amb la primera pel·lícula dirigida per Jia Ling, Hi, Mom.